# 模算數

這個時鐘計時方式使用了模數為12的模算數

模算數或稱同餘運算（英語：Modular arithmetic）是一個整数的算术系統，其中數字超過一定值後（稱為模或餘數）後會「捲回」到較小的數值，模算數最早是出現在卡爾·弗里德里希·高斯在1801年出版的《算术研究》一書中。
模算數常見的應用是在十二小時制，將一天分為二個以十二小時計算的單位。假設現在七點，八小時後會是三點。用一般的算術加法，會得到7 + 8 = 15，但在十二小時制中，超過十二小時會歸零，不存在「十五點」。類似的情形，若時鐘目前是十二時，二十一小時後會是九點，而不是三十三點。小時數超過十二後會再回到一，為模12的模算數系統。依照上述的定義，12和12本身同餘，也和0同餘，因此12:00的時間也可以稱為是0:00，因為模12時，12和0同餘。

## 同餘關係
模算數可以在導入整數的同餘關係後，通过经典算数的运算法则来推导模运算的运算法则。若有两个正整数{\displaystyle a}和{\displaystyle b}，并且二數的差值{\displaystyle a-b}為{\displaystyle n}的整數倍數，我们就可以说{\displaystyle a}和{\displaystyle b}在模{\displaystyle n}下同餘。数学式表达为：
{\displaystyle a\equiv b{\pmod {n}}\,}
例如
{\displaystyle 38\equiv 14{\pmod {12}}\,}
因為38 − 14 = 24，是12的倍數。
上述的概念也對負數有效：
{\displaystyle {\begin{aligned}-8&\equiv 7{\pmod {5}}\\2&\equiv -3{\pmod {5}}\\-3&\equiv -8{\pmod {5}}.\end{aligned}}}
而同餘關係也可以用計算带余除法中的余数来理解。若正整数{\displaystyle a}和{\displaystyle b}在除以{\displaystyle n}后的余数相同，{\displaystyle a\equiv b{\bmod {m}}}。例如：
{\displaystyle 38\equiv 14{\pmod {12}}\,}
因為38和14除以12時，餘數都為2。這是因為38 − 14 = 24是12的整數倍。

## 运算定律
如果{\displaystyle a\equiv b{\pmod {n}}}，{\displaystyle p\equiv q{\pmod {n}}}，{\displaystyle c}为任何正整数，
那么我们有以下运算定律：
{\displaystyle a+c\equiv b+c{\pmod {n}}}
{\displaystyle a-c\equiv b-c{\pmod {n}}}
{\displaystyle ac\equiv bc{\pmod {n}}}
{\displaystyle a^{c}\equiv b^{c}{\pmod {n}}}
{\displaystyle a+p\equiv b+q{\pmod {n}}}
{\displaystyle ap\equiv bq{\pmod {n}}}
综上所述，我们在模算数里可以使用除除法以外的任何四则运算。

## 應用
模算數在数论、群论、环论、紐結理論、抽象代数、計算機代數、密码学、计算机科学及化學中都有使用，也出現在視覺藝術及音乐。
模算數是数论的基礎之一，也提供了群论、环论及抽象代数中一些重要的範例。
模算數也常作為識別碼的校验码。例如国际银行账户号码（IBAN）就用模97的餘數來避免輸入編號時的錯誤。
在密碼學中，模算數是 RSA及迪菲-赫爾曼等公开密钥加密系統的基礎，也提到了和 椭圆曲线有關的有限域，用在許多的对称密钥算法中，包括高级加密标准（AES）、國際資料加密演算法（IDEA）、及RC4。RSA和迪菲-赫爾曼密鑰交換用到了模冪。
在電腦代數中，模算數常用來限制中間計算的整數係數大小，也限制計算中用到的資料。模算數用在多項式分解中（其中所有已知有效率的演算法都用到了模算數），而針對整數及有理數的多項式最大公因式、线性代数及Gröbner基，最有效率解法都用到了模算數。
計算機科學中，模算數會以位操作的方式表示，也和其他定長度、循環式的数据结构有關。許多编程语言及计算器中都有模除，而XOR是二個位元在模2下的和。
化學中，表示化合物編號的CAS号，最後一碼是校验码，是將CAS号前二位數乘以1、下一位乘以2，再下一位乘以3……，最後對10取餘數而得。
音樂上，模12的模算數用在十二平均律的系統中，其中有純八度及異名同音的情形（例如升音符的C音和降音符的D音會視為是同一個音）。
去九法是徒手計算時快速的檢查工具，是以模9的模算數為基礎，而且其中最重要的性質是{\displaystyle 10\equiv 1{\pmod {9}}}。
模7的模算數在許多計算特定日期是星期幾的演算法中出現，特別是蔡勒公式及判决日法则中。
模算數也用在像法律（像分配 (政治)）、经济学（像博弈论），若一些社会科学的分析會強調資源的比例分割及分配，也會用到模算數。

## 歷史背景
模算數的系統化發展可追溯至德國數學家高斯（Carl Friedrich Gauss）於 1801 年出版的著作《算術研究》（Disquisitiones Arithmeticae）。在該書中，高斯首次明確引入了「同餘」（congruence）這一概念，並採用如下記號：
{\displaystyle a\equiv b{\pmod {n}}}
他將此關係定義為：若整數 {\displaystyle a} 與 {\displaystyle b} 相減後能被 {\displaystyle n} 整除，則稱 {\displaystyle a} 與 {\displaystyle b} 在模 {\displaystyle n} 下同餘，即：
當且僅當 {\displaystyle n\mid (a-b)}
高斯的研究標誌著模運算正式成為數論的基礎語言之一。他在書中不僅探討了模的基本性質，也提出了許多與同餘相關的重要定理，例如歐拉定理、小費馬定理與二次剩餘定理，對後世的代數、數論與現代密碼學產生深遠影響。
值得注意的是，在高斯之前，東亞的數學文獻中已有模運算的早期應用。例如中國古代《孫子算經》便出現了類似「中國剩餘定理」的思想，其描述如下：
：今有物，不知其數。三三數之，剩二；五五數之，剩三；七七數之，剩二。問物幾何？
這正對應於現代的同餘組合：
{\displaystyle {\begin{cases}x\equiv 2{\pmod {3}}\\x\equiv 3{\pmod {5}}\\x\equiv 2{\pmod {7}}\end{cases}}}（中國剩餘定理的形式）
該問題的解可由中國剩餘定理求得，是模算數應用於實際問題的早期範例之一。